# I dodici mesi (film 1956)
I dodici mesi (in russo Двенадцать месяцев?, Dvenadcat' mesjacev) è un film d'animazione del 1956 diretto da Ivan Ivanov-Vano.
Pellicola sovietica, prodotta dallo studio Sojuzmul'tfil'm di Mosca.
Il soggetto è tratto dall'omonima opera teatrale di Samuil Jakovlevič Maršak, a sua volta ispirata ad una fiaba popolare slovacca. Nel 1980 Sojuzmul'tfil'm collaborò con la Toei Animation per la produzione di un film omonimo, basato sul medesimo soggetto.
La trama del film segue fedelmente la storia originale, ponendo particolare enfasi nel ridicolizzare le pecche dell'assolutismo monarchico.
L'ambientazione della storia non viene specificata, ma appare chiaro che l'azione si svolga in occidente (in Boemia nella storia di Maršak, allora parte dell'Impero austriaco) a metà tra il diciottesimo e il diciannovesimo secolo.

## Trama
Ad una povera fanciulla viene dato un compito impossibile dalla sua matrigna: cogliere nella foresta d'inverno i bucaneve richiesti dalla regina. Nella foresta si imbatte in dodici fratelli, che scopre essere i dodici mesi dell'anno. Dopo aver sentito la sua storia, i mesi vengono convinti da Aprile ad aiutarla, concedendole un'ora di primavera per permetterle di raccogliere i bucaneve.
La ragazza torna a casa con i fiori e un anello magico donatole da Aprile. Se dovesse trovarsi nei guai dovrà lanciare l'anello e dire le parole magiche, in modo che tutti e dodici i mesi corrano in suo aiuto. La matrigna e la sorellastra si recano a corte con i bucaneve per poter riscuotere la ricompensa dalla giovane regina. Questa ordina loro di dirle dove hanno trovato i fiori e le due sono costrette ad ammettere che è stata la figliastra a coglierli. La regina si reca nel bosco assieme alle due donne e alla figliastra.
Qui la regina ordina alla fanciulla di dirle dove ha trovato i fiori, ma questa le risponde che non le è possibile svelarle il segreto. La regina inizia a spazientirsi e lancia via l'anello della ragazza, che a questo punto è costretta a dire le parole magiche e scappa via.
Arriva immediatamente la primavera e subito dopo l'estate, seguono velocemente l'autunno. Dopo essere stati bagnati dalle piogge autunnali, con il repentino ritorno dell'inverno, i membri della corte iniziano a gelare e tornano a palazzo portandosi via slitta e cavalli e abbandonando la regina, lasciandola sola con un unico anziano soldato e il suo professore.
Esce dalla foresta Gennaio e concede al gruppo un desiderio. La regina desidera tornare a casa, il professore che le stagioni tornino alla normalità, il soldato un fuoco con cui scaldarsi, e la matrigna e sua figlia delle pellicce di cane. Gennaio trasforma allora le due in cani, che cominciano a litigare. Vengono poi attaccate alla slitta, la regina tenta di servirsene per essere ricondotta a casa, ma senza successo.
Il soldato riesce a scaldarsi di fronte al fuoco dei dodici mesi, qui ritrova la buona fanciulla, che ha ricevuto dai mesi una nuova pelliccia e una slitta trainata da cavalli. Il soldato suggerisce allora alla regina di chiedere in prestito alla fanciulla la sua slitta per ritornare a corte. La regina richiede arrogantemente la slitta, promettendo ricchezze alla fanciulla, ma questa rifiuta. Il soldato riesce a convincere la regina a porsi educatamente. La regina impara la lezione e la fanciulla accetta con piacere di riaccompagnarli a  palazzo.

## Distribuzione
- 1956 in  Unione Sovietica
- 2 luglio 1958 in Argentina
- 1999 in Italia (prima TV)
- 12 febbraio 1999 in Spagna (prima TV)

In Italia, il film venne trasmesso nel 1999 all'interno della serie TV americana Storie della mia infanzia trasmessa in Italia da Rai 3, che includeva il film diviso in tre episodi. Tuttavia il film era presente nella serie con alcuni tagli e rimontaggi e una differente colonna sonora. Inoltre, nell'adattamento la protagonista (originariamente senza nome) viene chiamata Cristina. Il doppiaggio fu eseguito dalla D4 e diretto da Rino Bolognesi su dialoghi di Luigi Brunamonti.

### Edizioni home video
Il film è stato distribuito in Italia in DVD dalla Avo Film.